# Římskokatolická farnost Střížov u Jihlavy
Římskokatolická farnost Střížov u Jihlavy je územní společenství římských katolíků s farním kostelem svatého Jana Křtitele v děkanství jihlavském.

## Historie farnosti
Farní kostel svatého Jana Křtitele představuje tzv. přechodní stavbu z rozhraní románského a gotického slohu z doby po roce 1360.

## Duchovní správci
Administrátorem excurrendo byl od srpna 2012 R. D. Mgr. Petr Balát. Od 1. srpna 2023 je administrátorem farnosti R. D. Jaroslav Sojka.

## Bohoslužby
| Kostel                       | Místo   | Bohoslužba (den) | Hodina                                   | Poznámka     |
| ---------------------------- | ------- | ---------------- | ---------------------------------------- | ------------ |
| kostel svatého Jana Křtitele | Střížov | neděle čtvrtek   | 8.00 17.00 (zimní čas)/18.00 (letní čas) | farní kostel |

## Aktivity farnosti
Dnem vzájemných modliteb farností za bohoslovce a bohoslovců za farnosti brněnské diecéze je 30. říjen. Adorační den připadá na 7. září.
Každoročně se zde koná tříkrálová sbírka. V roce 2017 dosáhl výtěžek sbírky v Brtnici a okolí 113 966 korun.